# André-Napoléon Fontainas

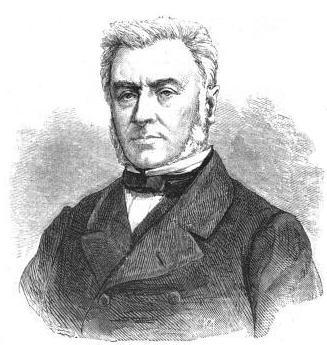
André-Napoléon Fontainas

André Napoléon Fontainas (Brussel, 23 december 1807 - 19 juli 1863) was een Belgisch liberaal politicus en burgemeester.

## Levensloop
Fontainas was een zoon van Jean-Baptiste Fontainas en Barbe Teyssens. Zijn vader, die afkomstig was uit Auvergne en in 1796 in Brussel was komen wonen, was bediende in het Correctiehuis van Vilvoorde, huisbewaarder in de Amigo of politiegevangenis van Brussel en vervolgens directeur van de Karmelietengevangenis. Zelf trouwde Fontainas met Catherine Mainy.
Hij promoveerde tot doctor in de rechten (1830) aan de Rijksuniversiteit Leuven en werd onmiddellijk ingeschreven als advocaat aan de balie van Brussel, een beroep dat hij tot aan zijn dood uitoefende. Hij werd lid van de Tuchtraad in 1840 en bleef dit tot aan zijn dood. In 1853-1854 was hij stafhouder.
In 1842 werd hij verkozen tot gemeenteraadslid van Brussel, waar hij van 1846 tot 1859 schepen was en vervolgens burgemeester tot aan zijn dood. Tijdens die periode nam hij veel initiatieven op talrijke domeinen en werd het besturen van de hoofdstad zijn belangrijkste activiteit.
Hij werd in 1848 verkozen tot provincieraadslid voor Brabant en bleef dit eveneens tot aan zijn dood. Hij was ondervoorzitter (1853-1854) en voorzitter (1860-1863) van de provincieraad van Brabant.
In 1849 werd Fontainas verkozen tot liberaal volksvertegenwoordiger voor het arrondissement Brussel. Hij vervulde dit mandaat slechts zeven maanden.
Fontainas was lid van de vrijmetselaarsloge Les Amis Philanthropes (1833). In 1839 werd hij lid van Les Vrais Amis de l'Union (achtbare meester in 1845-1855). Vervolgens behoorde hij tot de loge Les Vrais Amis de l'Union et du Progrès Réunis (1853-1863). Hij werd ook Grootredenaar binnen het Belgische Grootoosten.
Hij was ook:
- lid van de kerkfabriek van de Miniemenkerk in Brussel;
- ondervoorzitter en voorzitter van de academische raad van de Academie voor Schone Kunsten;
- erevoorzitter van het Koninklijk Conservatorium;
- voorzitter van de raad van bestuur van de ULB;
- voorzitter van de Berg van Barmhartigheid van Brussel;
- voorzitter van het Congres van de Internationale vereniging voor de vooruitgang van de sociale wetenschappen (1862).

Kort na zijn dood werd de Cité Fontainas ingehuldigd, bestemd voor gepensioneerde onderwijzers, op het grondgebied van de gemeente Sint-Gillis. De stad Brussel heeft naar hem het Fontainasplein vernoemd.